# Vaersenbaai
Vaersenbaai (ook wel Kokomo Beach genoemd) is een strand dat gelegen is in een baai tussen Boca Samí en Bullenbaai, ten westen van het dorp Sint Michiel op Curaçao. De baai wordt omgeven door kliffen. Er is een strandtent (Kokomo genaamd), duikshop en een massageplek. De baai heeft een koraalrif dat niet al te ver van de kust ligt.

## Geschiedenis
Vaersenbaai maakte het deel uit van de verdedigingswerken van Curaçao. De naam Vaersenbaai komt waarschijnlijk doordat deze baai werd gebruikt om verse waren aan te voeren of in te schepen. 
De fortificatie van het Fort Vaersenbaai stond waar nu het terras van Kokomo Beach is. Van boven af werd het fort verdedigd door een batterij kanonnen. Resten van het fort zijn nog boven aan het klif te zien. In 1713 bestond de bewapening uit twaalf vierponders en twee metalen bassen. In 1800 bestond de bewapening uit vier ijzeren achtpondskanonnen en 35 kogels. Hier start ook de wandelroute naar Boca Sami.
Baya Beach · Blauwbaai · Daaibooi · Grote Knip · Jan Thielbaai* · Kleine Knip · Kokomo Beach · Playa Cas Abao* · Playa Fòrti · Playa Gipy · Playa Jeremi · Playa Kalki · Playa Kanoa · Playa Lagun · Playa Porto Marie · Playa Santa Cruz · Santa Barbara Beach* · Seaquarium Beach*

* privéstranden